# Schmerwitz
Schmerwitz ist ein bewohnter Gemeindeteil der Gemeinde Wiesenburg/Mark im Landkreis Potsdam-Mittelmark in Brandenburg.

## Geografische Lage
Der Gemeindeteil liegt westlich des Stadtzentrums. Östlich liegen der Ortsteil Hagelberg mit seinem Gemeindeteil Klein Glien. Südlich führt die Bundesstraße 246 in West-Ost-Richtung am Gemeindeteil vorbei in das östlich gelegene Wiesenburg/Mark. Einer seiner Ortsteile, Schlamau, befindet sich westlich von Schmerwitz. Die nördlich, westlich und östlich gelegenen Flächen werden vorzugsweise landwirtschaftlich genutzt; die südlich gelegenen forstwirtschaftlich. Im Nordwesten liegt die wüste Feldmark Geißdorf.

## Geschichte

### 14. bis 16. Jahrhundert
Schmerwitz entstand als Vorwerk der Herrschaft Wiesenburg und erschien im Jahr 1388 erstmals als Czu Smerwicz in den Akten. In der Zeit der Hussitenkriege 1419/1420 erhielt die Familie Seedorf die Hebungen aus einem Hof. Unklar ist jedoch, ob das Dorf zu dieser Zeit überhaupt noch bewohnt war. Als sicher gilt, dass es 1487 wüst gefallen war. Es gehörte vor 1487 der Familie Brandt von Lindau mit Sitz in Wiesenburg. Im Jahr 1525 wurde von Schmerwitz berichtet, doch erst 1575 gab es wieder eine Schäferei, die 1592 als Schmerbizs, eine Schäfferey bezeichnet wurde. Zuvor muss es bereits vor dem Schmalkaldischen Krieg eine Dorfkirche gegeben haben. Eine Aufzeichnung der Einnahmen des Pfarrers aus Wiesenburg existiert aber erst aus dem Jahr 1575. Zu dieser Zeit erhielt er von zwei anderen wüsten Feldmarken als Groß Glien und Schmerwitz 30 Scheffel Roggen. Das Gut selbst war nach Schlamau eingekircht.

### 17. Jahrhundert

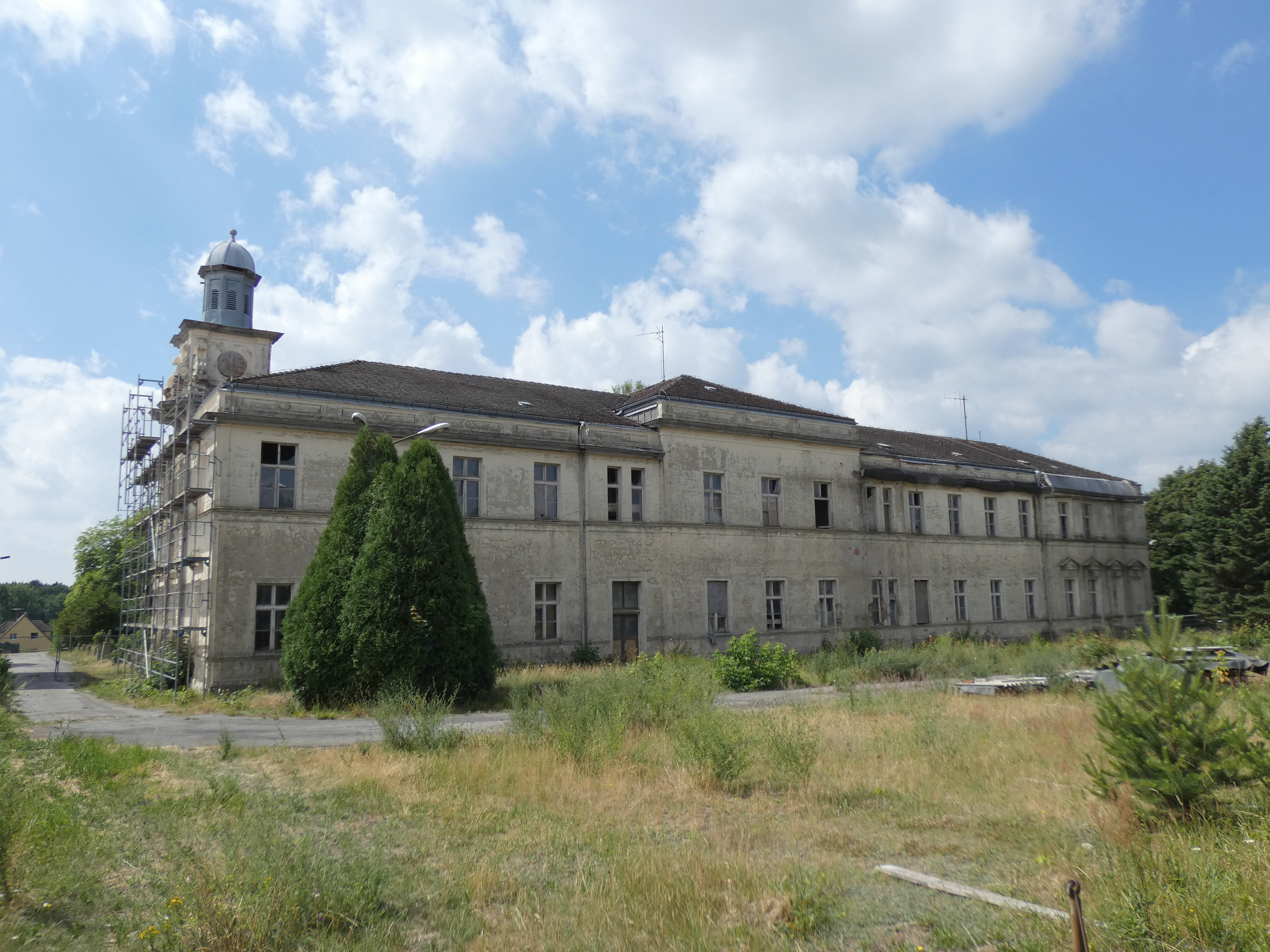
Gut Schmerwitz

Der Ertrag des Vorwerks betrug im Jahr 1627 insgesamt 352 Scheffel Roggen, 276 Scheffel Gerste und 132 Scheffel Hafer; es wurden 466 Schafe gehütet. Im Dreißigjährigen Krieg war Schmerwitz im Jahr 1651 komplett zerstört. Zum Ende des 17. Jahrhunderts wurde Schmerwitz im Jahr 1697 im Zuge einer Erbteilung von Wiesenburg abgetrennt und ab 1702 als eigenständige Linie der Familie Brandt von Lindau in Schmerwitz fortgeführt.

### 18. Jahrhundert
Der Oberst August Friedrich Brandt von Lindau gab seinen bisherigen Wohnsitz in Zerbst auf und baute 1736 das Gut zu einem Rittersitz aus. Dort gab es im Jahr 1837 insgesamt sieben Wohnhäuser. Das Rittergut bestand im Jahr 1858 mit einem Abbau Wildwärterhaus sowie einem öffentlichen, elf Wohn- und 23 Wirtschaftsgebäuden, darunter auch eine Brauerei. Das Gut belegte eine Fläche von insgesamt 2522 Morgen (Mg): 12 Mg Gehöfte, 10 Mg Gartenland, 1200 Mg Acker und 1300 Mg Wald. Der Gutsbezirk bestand 1885 mit den Wohnplätzen Karlswerk, Forsthaus Reetzerhütten und Forsthaus Wildpark; mit dem Wohnplatz Forsthaus Wildpark.

### 20. Jahrhundert
Der Gutsbezirk war im Jahr 1900 insgesamt 5699 Hektar (ha) groß und bestand aus 13 Häusern. Schmerwitz umfasste 1905 weiterhin die Wohnplätze Forsthaus Wildpark und Torwärterhaus Wildpark. Im Jahr 1929 wurde der Gutsbezirk aufgelöst: Das nördliche Revier einschließlich Arensnest und Steindorf kam zur Gemeinde Schlamau. Der westlich der Reetzer Allee liegende Teil des südlichen Reviers einschließlich Zipsdorf wurde der Gemeinde Reetz zugewiesen. Das Chausseehaus Neuehütten und die im Gemeindebezirk Neuehütten ausgewiesenen Wege, soweit sie bisher katastermäßig noch zum Gutsbezirk Schmerwitz gehörten, kamen zur Gemeinde Neuehütten. Der östlich der Reetzer Allee liegende Teil des südlichen Reviers fiel an die Gemeinde Reetzerhütten. Die Streuparzellen, die in und um die Ortslage Medewitzerhütten östlich der Reetzer Allee und der südlich der am Forsthaus Medewitzerhütten westöstlich vorbeiführende Straßen kamen zusammen mit den Parzellen, die seit dem 1. Januar 1919 vom Gut Schmerwitz an die Einwohner von Medewitzerhütten verkauft worden waren, gingen – wie auch östlich von Groß Briesen liegende Parzelle – zur Gemeinde Groß Briesen. Die im Gutsbezirk Dippmannsdorf Forst Revier Groß Briesen (Jagen 191 bis 197) ausgewiesenen Wege, soweit sie bisher katastermäßig noch zum Gutsbezirk Schmerwitz gehörten, kamen zusammen mit der östlich von Groß Briesen liegenden Parzelle ebenfalls zur Gemeinde Groß Briesen. Die Gemeinde Weitzgrund erhielt die im Gutsbezirk Fredersdorf Revier Kreutzwitz und die im Gutsbezirk Dippmannsdorf Forst Revier Verloren Wasser (Jagen 146 bis 180) ausgewiesenen Wege, soweit sie katastermäßig noch zum Gutsbezirk Schmerwitz gehörten. Schmerwitz kam 1931 als Wohnplatz zu Schlamau und wurde 1957 dort ein Ortsteil.
In der Zeit der DDR wurde der ehemalige Gutsbezirk in ein Volkseigenes Gut umgewandelt, in dem im Jahr 1960 insgesamt 98 Beschäftigte auf 640 ha arbeiteten. Es gab weiterhin einen VEB Sägewerk mit 36 Beschäftigten, darunter 26 Produktionsarbeiter. Im Jahr 1973 bestanden im Ort das VEG Saatzucht mit den Betriebsteilen Hagelberg und Lübnitz sowie der Schäferei Grützdorf sowie die Oberförsterei Schmerwitz.

## Bevölkerungsentwicklung
| Jahr      | 1817 | 1837 | 1858 | 1871 | 1885                                | 1895                | 1905                             | 1925 |
| Einwohner | 64   | 82   | 74   | 93   | 93 und 5 (Reetzerh.) und 9 (Wildp.) | 103 und 10 (Wildp.) | 180 und 7 (Wildp.) und 4 (Torw.) | 102  |

## Kultur und Sehenswürdigkeiten

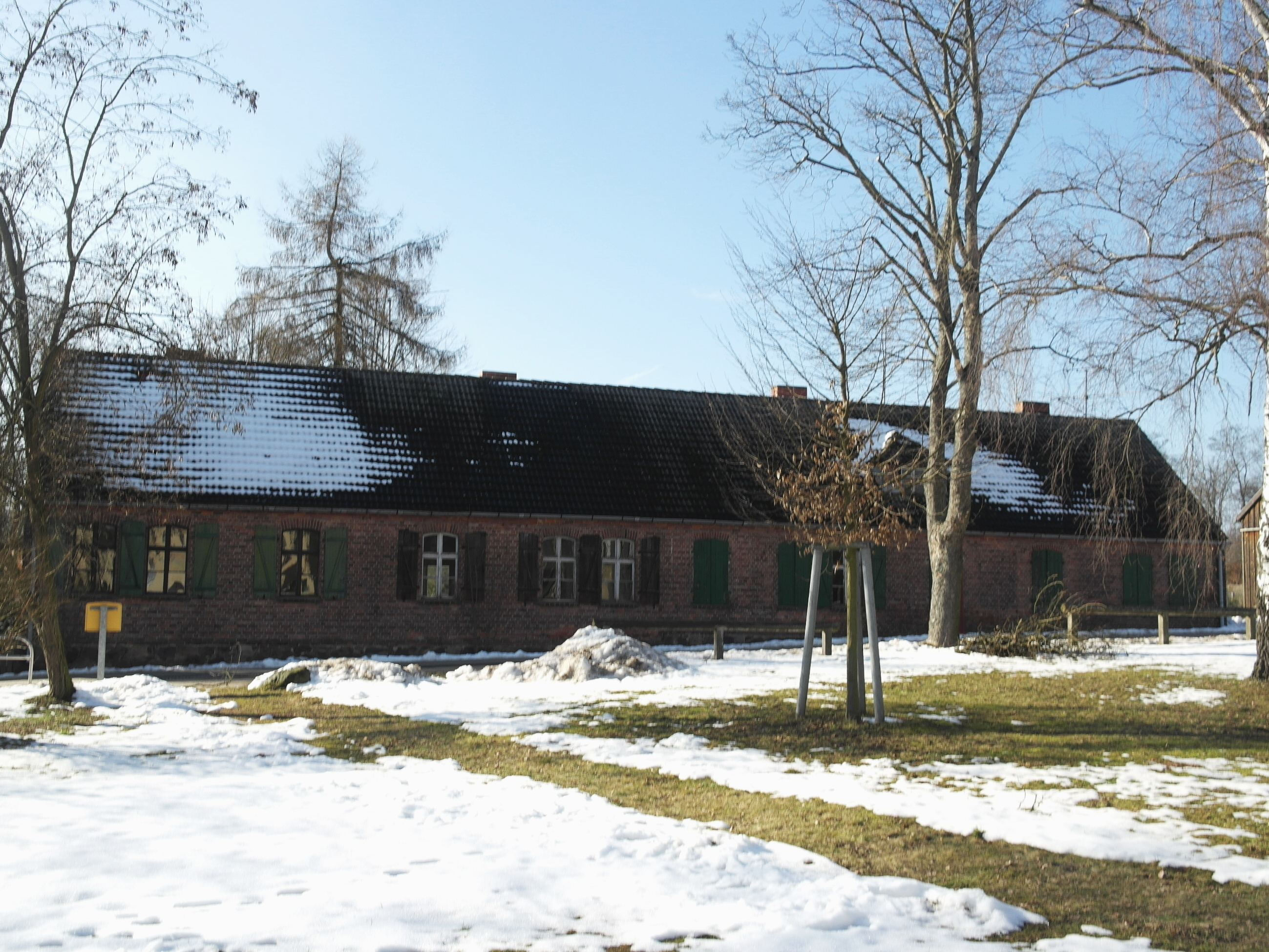
Denkmalgeschütztes Gutsarbeiter-Wohnhaus

- Das Gut Schmerwitz besteht aus einem im Kern barocken, schlossähnlichen Gutshaus, der Gutskirche Schmerwitz, einem Verwalterhaus, einem Spritzenhaus, Ställen und Scheunen.
- Die Landarbeitersiedlung und ein Gutsarbeiter-Wohnhaus mit Wirtschaftsgebäude stehen unter Denkmalschutz